# Ralliement national
Le Ralliement national (RN) était un parti politique qui prônait l'indépendance politique du Québec, actif de 1966 à 1968. Il était dirigé par Gilles Grégoire, un ancien député créditiste fédéral. Le Ralliement national se situait plutôt à la droite de l'échiquier politique, contrairement au Rassemblement pour l'indépendance nationale (RIN), un parti politique indépendantiste de gauche.

## Un schisme au sein du RIN
|  |

En 1964, le Rassemblement pour l'indépendance nationale est déchiré par des conflits internes. Élu chef du parti en mai, Pierre Bourgault est en conflit avec les cadres locaux de l'Est-du-Québec. Ces derniers, très actifs en région, souhaitent que les fonds qu'ils ont récoltés soient dépensés prioritairement dans les associations locales, alors que Bourgault et les cadres montréalais souhaitent que l'essentiel revienne au National. Le conflit est aussi d'ordre idéologique. À partir de mai 1964, le RIN fait un virage nette à gauche et s'inspire du mouvement international de décolonisation, alors que les dissidents adhèrent plutôt à des idées traditionalistes. Par ailleurs, la personnalité même du chef du RIN pose un problème : selon Jean Garon, on lui reproche alors son agnosticisme et son homosexualité ostentatoires, ainsi que les énormités qu'ils pouvaient prononcer comme tribun, ce qui nuisait à la réputation du parti. Selon l'historienne Janie Normand, entre les cadres de Montréal et ceux des régions, « le rejet est mutuel ». En outre, les militants de l'Est-du-Québec se savent en minorité nette au sein du RIN, de telle sorte qu'ils ne peuvent s'opposer de front au virage gauchiste pris par le parti. 
Ultimement, le 8 août 1964, Jean Miville-Dechêne et Jean Garon, respectivement vice-président et président du RIN dans la région de Québec, sont expulsés du parti. Le 28 août, cinq cadres traditionalistes de l'Est-du-Québec - René Jutras, Jean-Marc Béliveau, Jean Garon, Paul Sabourin et François Lafrenière - remettent en même temps leur démission ; ils sont suivis les jours suivants par Jean Miville-Dechêne, Raymond Tremblay, Marc-André Bédard, Lucien Lessard et Pierre Roy. 
En septembre 1964, ces dissidents se rassemblent pour former le Regroupement national, une formation politique à la fois indépendantiste et traditionaliste, qui se veut l'incarnation de la poursuite de la culture canadienne-française,. René Jutras, un « ardent catholique » aux dires de Jean Garon et père de onze enfants, est le chef du parti. Le Regroupement national souhaite valoriser la culture canadienne-française, le catholicisme ainsi que le français, dans le respect des principes démocratiques et du Droit international. Il veut aussi défendre la famille comme étant « la cellule de base de la société québécoise » et rejette un accroissement du contrôle de l'État sur la société.

## La naissance du Ralliement national
Parallèlement, les militants du Ralliement des créditistes fédéral ont décidé au cours de leur Conseil provincial le 26 janvier 1964 de développer une aile provinciale au Québec et voient dans les militants du Regroupement national des interlocuteurs légitimes pour y parvenir. Les créditistes avaient fait une percée lors des élections fédérales canadiennes de 1962. Un schisme au sein du parti en 1963 avait mené les créditistes élus au Québec à former leur propre parti, distinct du Parti du Crédit social présent dans le reste du pays. Sous la direction de Réal Caouette, le Ralliement des créditistes se rallie progressivement à l'idée que le Québec et le reste du Canada doivent devenir des « États associés », où le Québec serait pleinement souverain dans les domaines de l'émission de crédit, de la fiscalité, de l'immigration et du commerce extérieur.   
À l'automne 1965 débutent des discussions entre les représentants du Regroupement national et des dirigeants du Ralliement des créditistes en vue de créer un parti politique commun. Selon Jean Garon, « les créditistes étaient nationalistes, mais plus à droite que nous », prenant pour exemple leur lutte pour le maintien des crucifix dans les écoles. Les négociations se poursuivent pendant l'hiver et, le 13 mars 1966, le Regroupement national de René Jutras et le Ralliement des créditistes du Québec de Laurent Legault fusionnent sous le nom de Ralliement national. Le nouveau parti indépendantiste allie des éléments tirés de deux précédents partis, en combinant le traditionalisme canadien-français aux thèses économiques inspirées du crédit social. MM. Jutras et Legault assument la coprésidence du nouveau parti,. Dans un communiqué de presse, il est affirmé que le Ralliement national  « reprend l'esprit du Parti canadien de Pierre Bédard, du Parti canadien-français de Lafontaine, de l'Action libérale nationale de du Bloc populaire, mais adapté aux nouvelles exigences du Québec, qui entend désormais être véritablement et pleinement maître chez lui ». Le nouveau parti reprend à son compte la thèse des « États associés » chère aux créditistes.  
À peine formé, le nouveau parti doit participer aux élections générales du 5 juin 1966 sans avoir eu le temps de rédiger un programme commun, de telle sorte qu'il arrive occasionnellement pendant la campagne électorale que les deux co-chefs du parti se contredisent. Dans la hâte, le Ralliement national parvient tout de même à présenter des candidats dans 90 des 108 circonscriptions et mène campagne principalement en régions, sur les terres de l'Union nationale ; le RIN étant déjà bien implanté à Montréal. 
Le Ralliement national récolte 2,3 % des voix à l'échelle provinciale et ne remporte aucun siège, mais termine deuxième dans deux circonscriptions. Le RN récolte ses meilleurs résultats dans les régions qui ont voté pour les créditistes aux élections fédérales de 1962, à savoir l'Abitibi, le Saguenay-Lac-Saint-Jean et la région de Québec. Camil Samson termine deuxième dans Témiscamingue alors que Laurent Legault parvient à récolter plus de 20 % des voix dans Rouyn-Noranda. Ensemble, les deux formations indépendantistes québécoises, le RN et le RIN, récoltent environ 8,8 % des votes, soit 12% de l'électorat francophone.
Le 21 août 1966, le député créditiste de la circonscription fédérale de Lapointe, Gilles Grégoire, est élu à l'unanimité chef du Ralliement national. Le lendemain, il démissionne de son poste de leader parlementaire du Ralliement créditiste et quitte le caucus du parti pour terminer son mandat à titre de député indépendant,.

## La création du Parti québécois

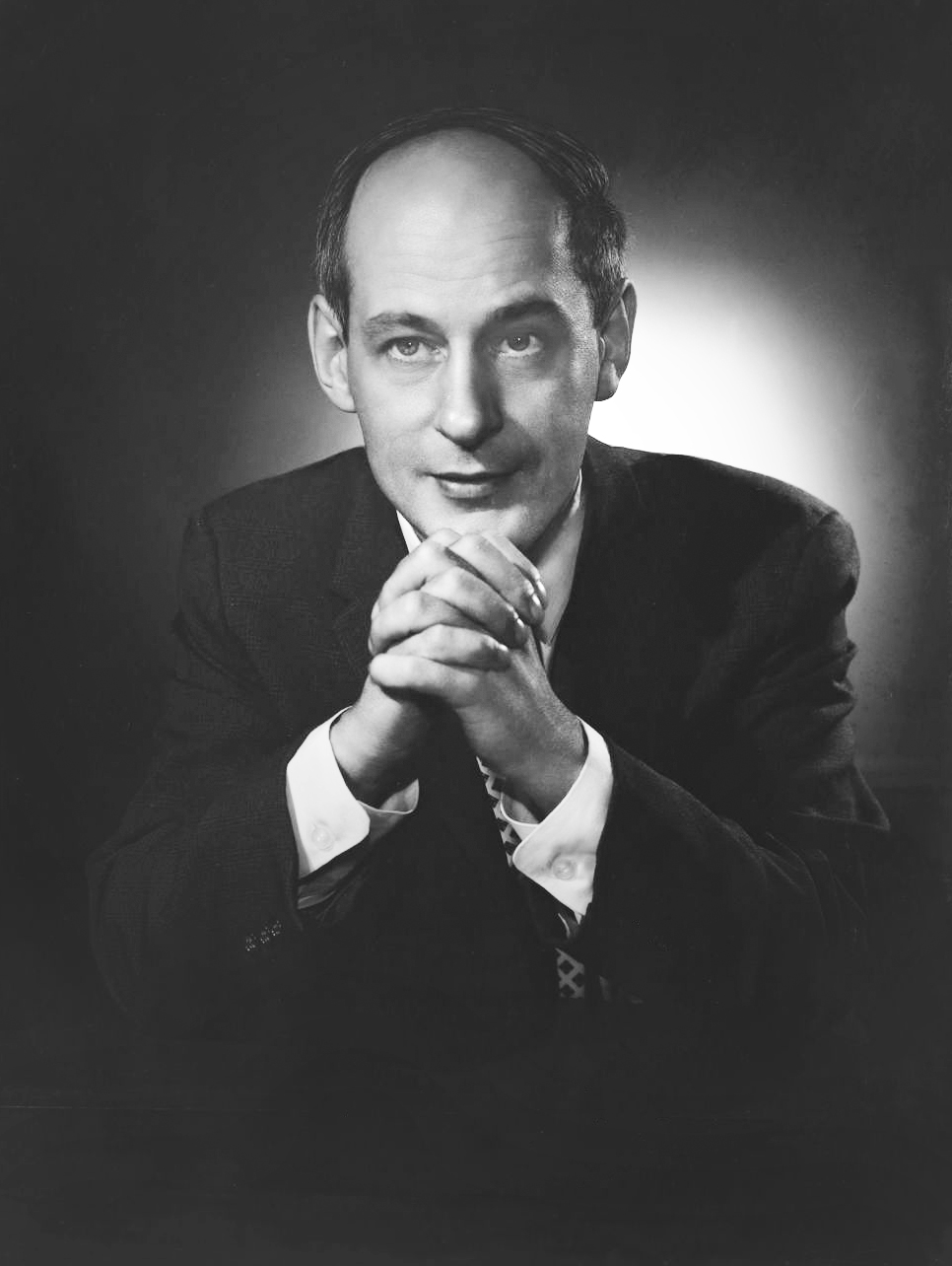
René Lévesque, premier chef du Parti québécois

À l'automne 1967, n'étant pas parvenu à faire approuver son projet de souveraineté-association par le congrès du Parti libéral du Québec, l'ancien ministre René Lévesque quitte la formation politique et fonde son propre parti, le Mouvement Souveraineté-Association. Le mouvement souverainiste québécois est alors divisé en 5 partis ou mouvements indépendantistes distincts. 
En janvier 1968, des pourparlers débutent entre le RIN et le MSA en vue d'une fusion des forces souverainistes ; le RN s'y joint à partir du mois de juin. C'est principalement sur l'enjeu de la question linguistique que des désaccords irréconciliables apparaissent entre le RIN qui défend le principe de l'unilinguisme et le MSA qui souhaite reconnaître de façon officielle les droits scolaires et culturels de la minorité anglophone au Québec. Ultimement, le 28 juillet 1968, René Lévesque annonce la suspension de toute discussion entre le MSA et le RIN.
Le 14 octobre 1968, le Ralliement national accepte de fusionner avec le Mouvement Souveraineté-Association de René Lévesque. Le nouveau parti prend le nom de Parti québécois parrainé par Gilles Grégoire ; ce dernier devient le premier vice-président du nouveau parti. À la suite de cette fusion, Pierre Bourgault dissout le RIN et invite ses membres à se joindre au Parti québécois. À partir de cet instant, les forces souverainistes au Québec sont unies sous une même bannière.
Trois élections plus tard, le Parti québécois prend le pouvoir lors de l'élection générale québécoise de 1976. Des anciens militants du Ralliement national occupent alors des fonctions ministérielles au sein du gouvernement Lévesque, à savoir Marc-André Bédard (Justice), Jean Garon (Agriculture) et Lucien Lessard (Travaux publics, Transports).

## Résultats électoraux
| Élection  | Sièges                                   | Sièges         | Voix   | Voix        |
| Élection  | Candidats / Circonscriptions en élection | Sièges obtenus | Nombre | Pourcentage |
| --------- | ---------------------------------------- | -------------- | ------ | ----------- |
| Juin 1966 | 90 / 108                                 | 0              | 74 363 | 3,2 %       |

### Livres
1. 1 2 3 4  Normand 2014, article 3.
2. 1 2 3 4 5 6 7  Garon 2013, 1re partie, chap. 5.
3. 1 2  Roy 2005, chap. 1.
4. 1 2 3  Cardinal 2015, chap. XIII.
5. ↑  Cardinal 2015, chap. XIV.
6. 1 2  D'Allemagne 1974, 1re partie, chap. 2.